# Aileen Riggin
Aileen Riggin, (Newport, 2 de maio de 1906 - Honolulu, 19 de outubro de 2002) foi uma saltadora ornamental estadunidense que competiu em provas de saltos ornamentais por seu país. Além disso, foi ainda nadadora profissional.
Riggin é a detentora de três medalhas olímpicas, conquistadas em duas edições diferentes. Na primeira, os Jogos da Antuérpia, em 1920, foi a medalhista de ouro no trampolim de 3 m, resultado este atingido aos quatorze anos, o que a tornou a medalhista mais jovem da história das Olimpíadas até então no esporte. Este feito, contudo, foi batido oito anos mais tarde, pela compatriota Dorothy Poynton-Hill. Na edição seguinte, conquistou a medalha de prata no mesmo aparelho e, estreando na natação, saiu-se medalhista na prova dos 100m costas. Envolvida com o mergulho, tornou-se profissional e viajou pelo mundo, ajudando inclusive a organizar o primeiro Aquacade. Com suas filmagens subaquáticas, tornou-se conhecida em Hollywood, além de uma jornalista de sucesso. Aos 96 anos de idade, faleceu no estado do Hawai.